# لیتروناکس
لیتروناکس (نام علمی: Lythronax) نام یک سرده از تیره تیرانوسارید و از خویشاوندان نزدیک تیرانوسورس و تاربوسور و ژوکنگتیرانوس بوده است لیتروناکس ۸۰.۶ تا ۷۹.۹ میلیون سال پیش در آمریکای شمالی می زیسته است این دایناسور ۷.۳ متر طول و ۲.۵ تن وزن داشته است.